# ITÜ Hornets 2024
Questa voce raccoglie le informazioni riguardanti gli ITÜ Hornets nelle competizioni ufficiali della stagione 2024.

## 1. Lig 2024

### Stagione regolare
| Istanbul 9 marzo 2024, ore 18:00 1ª giornata | ITÜ Hornets | 7 – 22 | İzmir Halcyons | ITÜ Stadyumu |

| Istanbul 17 marzo 2024, ore 15:00 2ª giornata | ITÜ Hornets | 11 – 24 | Koç Rams | İTÜ Maslak Futbol sahası |

| Ankara 6 aprile 2024, ore 18:00 3ª giornata | Gazi Warriors | 9 – 14 | ITÜ Hornets | Çubuk Şehir Stadı |

| Istanbul 21 aprile 2024, ore 15:00 4ª giornata | Istanbul Bisons | 13 – 21 | ITÜ Hornets | İTÜ Maslak Futbol sahası |

| Istanbul 27 aprile 2024, ore 18:00 5ª giornata | Istanbul Bulls | 16 – 14 | ITÜ Hornets | İTÜ Maslak Futbol sahası |

| Ankara 12 maggio 2024, ore 17:00 6ª giornata | ODTÜ Falcons | 21 – 14 | ITÜ Hornets | ODTÜ Falcons Arena |

| Istanbul 18 maggio 2024, ore 13:00 7ª giornata | ITÜ Hornets | 22 – 13 | Boğaziçi Sultans | İTÜ Maslak Futbol sahası |

## Statistiche di squadra
| Competizione      | %Vittorie | In casa | In casa | In casa | In casa | In casa | In casa | In trasferta | In trasferta | In trasferta | In trasferta | In trasferta | In trasferta | Totale | Totale | Totale | Totale | Totale | Totale |
| Competizione      | %Vittorie | G       | V       | N       | P       | Pf      | Ps      | G            | V            | N            | P            | Pf           | Ps           | G      | V      | N      | P      | Pf     | Ps     |
| ----------------- | --------- | ------- | ------- | ------- | ------- | ------- | ------- | ------------ | ------------ | ------------ | ------------ | ------------ | ------------ | ------ | ------ | ------ | ------ | ------ | ------ |
| Stagione regolare | .429      | 3       | 1       | 0       | 2       | 40      | 59      | 4            | 2            | 0            | 2            | 63           | 59           | 7      | 3      | 0      | 4      | 103    | 118    |
| Totale            | .429      | 3       | 1       | 0       | 2       | 40      | 59      | 4            | 2            | 0            | 2            | 63           | 59           | 7      | 3      | 0      | 4      | 103    | 118    |